# The Little Delicatessen Store
The Little Delicatessen Store è un cortometraggio muto del 1912. Il nome del regista non viene riportato nei credit del film, prodotto dalla Edison.

## Produzione
Il film fu prodotto dalla Edison Company.

## Distribuzione
Distribuito dalla General Film Company, il film - un cortometraggio di 150 metri - uscì nelle sale statunitensi il 17 febbraio 1912. Nelle proiezioni, veniva programmato con il sistema dello split reel, accorpato in un'unica bobina con un altro cortometraggio prodotto dalla Edison, la comica Curing the Office Boy.